# Lancia Autoblinda Lince
Der Lancia Autoblinda Lince war ein italienischer vierrädriger Spähpanzer im Zweiten Weltkrieg. Es handelt sich um einen Nachbau des britischen Daimler Dingo von den Herstellern Lancia und Ansaldo. Die deutsche Wehrmacht nutzte das Fahrzeug unter der Bezeichnung Panzerspähwagen Lince 202(i). Die Bezeichnung Lince ist italienisch und bedeutet auf Deutsch Luchs.

## Geschichte und Verwendung
Die italienische Heeresleitung formulierte ab 1942 die Anforderungen für einen zusätzlichen Spähpanzer. Man suchte nach einer Ergänzung für den Autoblindo AB41. Im Afrikafeldzug hatte man eine ganze Reihe britischer Daimler Dingos erbeuten können. Die italienische Armee beurteilte den Dingo nach diversen Tests als fortschrittliches Fahrzeug. So konnten insbesondere die Allradlenkung, die Wendigkeit und die Geländegängigkeit überzeugen. Im November 1942 wurde der erste Prototyp vorgestellt. Als Motor wurde der Achtzylinder aus dem Lancia Astura verwendet.
Aufgrund des Waffenstillstands von Cassibile konnte der Lince nicht mehr von der italienischen Armee eingeführt werden. Die deutsche Wehrmacht beurteilte die Konstruktion äußerst positiv und bestellte 300 Exemplare, von denen bis Kriegsende 129 Exemplare ausgeliefert werden konnten. Einige Exemplare wurden an die Italienische Sozialrepublik geliefert. Insgesamt wurden 263 Fahrzeuge gefertigt.